# Mahé Drysdale
Alexander Mahé Owens Drysdale (Melbourne, 19 de novembro de 1978) é um remador neozelandês bicampeão olímpico e pentacampeão mundial.
Drysdale competiu nos Jogos Olímpicos de 2004, 2008, 2012 e 2016, na qual conquistou a medalha de ouro em 2012 e 2016, além do bronze em 2008 no skiff simples, ocasião em que foi o porta-bandeira da delegação da Nova Zelândia na cerimônia de abertura.